# Funció privada
Funció privada (títol original: A Private Function) és una pel·lícula britànica de Malcolm Mowbray, estrenada l'any 1984. Ha estat doblada al català.

## Argument
Un petit poble del Yorkshire l'any 1947. Anglaterra ha guanyat la guerra però els temps són durs pels seus habitants.
Les cartilles de racionament encara són vigents i el preciós bacon és escàs. També la notícia del matrimoni de la princesa Elisabet amb el príncep Philip, duc de Édimbourg fa l'efecte d'aixecar la moral. S'organitza un gran banquet per celebrar l'esdeveniment. Però - caram ! - el porc engreixat clandestinament per aquests tiberis desapareix...
L'animal ha estat robat per Gilbert Chilvers (Michael Palin), encoratjat per la seva dona Joyce (Maggie Smith). Però en un altre lloc, un inspector està determinat a aturar les activitats delictives que pretenen saltar-se el racionament…

## Repartiment
- Michael Palin: Gilbert Chilvers
- Maggie Smith: Joyce Chilvers
- Denholm Elliott: Metge Swaby
- Richard Griffiths: Allardyce
- John Normington: Lockwood
- Tony Haygarth: Sutchiff
- Bill Paterson: Wornold
- Liz Smith: la mare
- Alison Steadman: la Sra. Allardyce
- Jim Carter: l'inspector Noble
- Pete Postlethwaite: Nuttal

## Premis i nominacions

### Premis
- BAFTA a la millor actriu per Maggie Smith
- BAFTA al millor actor secundari per Denholm Elliott
- BAFTA a la millor actriu secundària per Liz Smith

### Nominacions
- BAFTA a la millor pel·lícula
- BAFTA al millor guió original per Alan Bennett